# عرب كوبا
عرب كوبا أو الكوبيون العرب هم العرب الذين هاجروا إلى كوبا، وتعرضوا للشتات العربي، ومعظم الجالية العربية في كوبا من أصول سورية ولبنانية وفلسطينية.

## التاريخ
جاءت الثقافة العربية إلى كوبا لأول مرة من خلال الاستعمار الإسباني، وأثرّت تحديدًا في العمارة واللغة، فقد هاجرت المجتمعات العربية إلى منطقة الكاريبي من أواخر القرن التاسع عشر إلى أوائل القرن العشرين. وكانت الحاجة إلى رفع المستوى الاقتصادي من أهم أسباب الهجرة، إضافة إلى أسباب أخرى دفعت العرب إلى ترك أوطانهم منها المجاعة والاضطرابات المدنية، وقد استقر معظم العرب المهاجرين في هافانا، فيما استقرعدد كبير منهم في هولغوين وسانتياغو دي كوبا، حيث بدأوا بتأسيس أعمالهم الخاصة هناك.